# Marc De Bruyn
Marcel Theofiel De Bruyn (Nieuwerkerken bij Aalst, 21 juli 1924 – Zottegem, 25 februari 2009) was een Belgisch beeldhouwer en schilder. Zijn stijl is herkenbaar door zijn bewerking op steen, koper, ijzer en aluminium rechtstreeks op het ruwe materiaal.

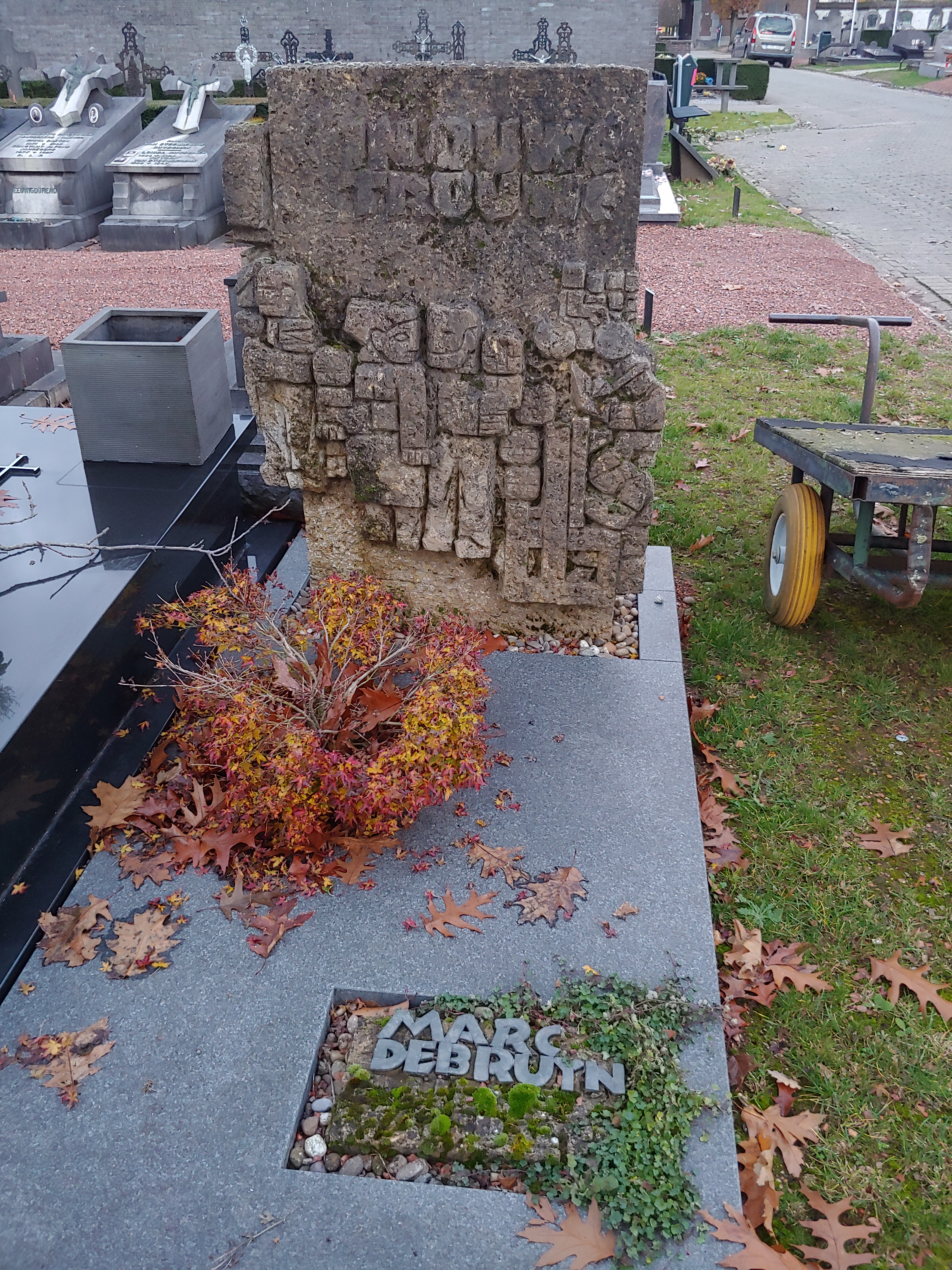
Het graf van Marc De Bruyn

## Biografie

### Opleiding
Marc De Bruyn is op 21 juli 1924 geboren in de Aalsterse deelgemeente Nieuwerkerke. In de stad Aalst aan de Academie voor Schone Kunsten van Aalst genoot hij een opleiding schilderkunst en beeldhouwen, hij zette zijn studie voort in het Hoger Instituut van Sint-Lucas in Gent (thans LUCA School of Arts; Sint-Lucasschool (Gent)). Marc De Bruyn behaalde de Driejaarlijkse Prijs van de Stad Sint-Niklaas en werd in het jaar 1959 leraar beeldhouwen en tekenen aan de Aalsterse kunstacademie alwaar hij studeerde. 

### Dood
Op 25 februari 2009 overleed de in Aalst wonende beeldhouwer en schilder De Bruyn in het Sint-Elisabethziekenhuis te Zottegem.

### Oeuvre
- Het oorlogsmonument te Erembodegem
- Het oorlogsmonument te Aalst
- Standbeeld Priester Daens te Aalst
- Standbeeld stenen Ros Beyaert uit 1959 te Dendermonde[2]
- Creatie van het Ros Balatum
- Het Begijnhofsculptuur op de poort van het Aalsterse Begijnhof
- Woning Simons, Steenweg op Mol 54
- Standbeeld Louis Paul Boon [3]

## Galerij

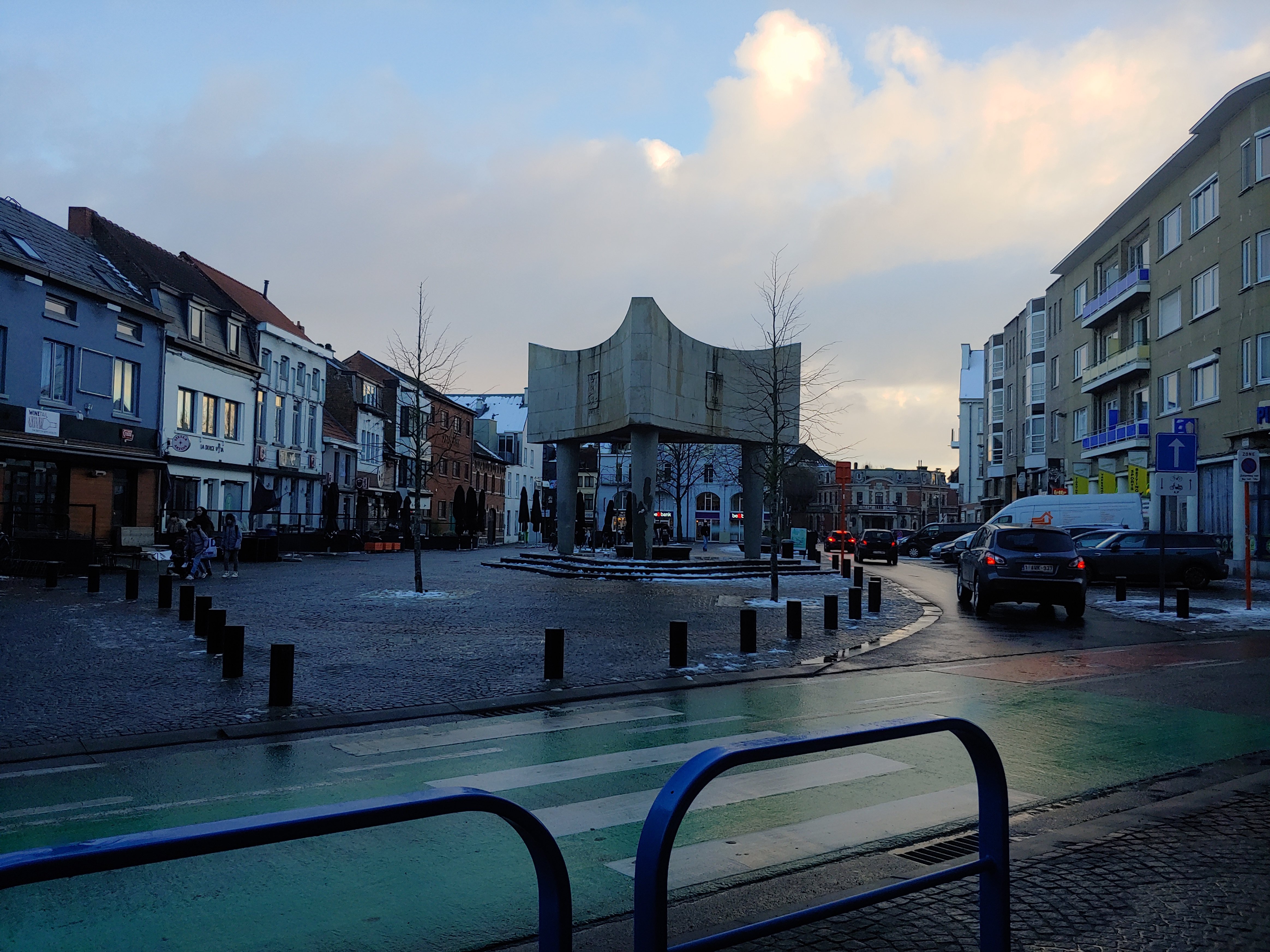
Oorlogsmonument Aalst
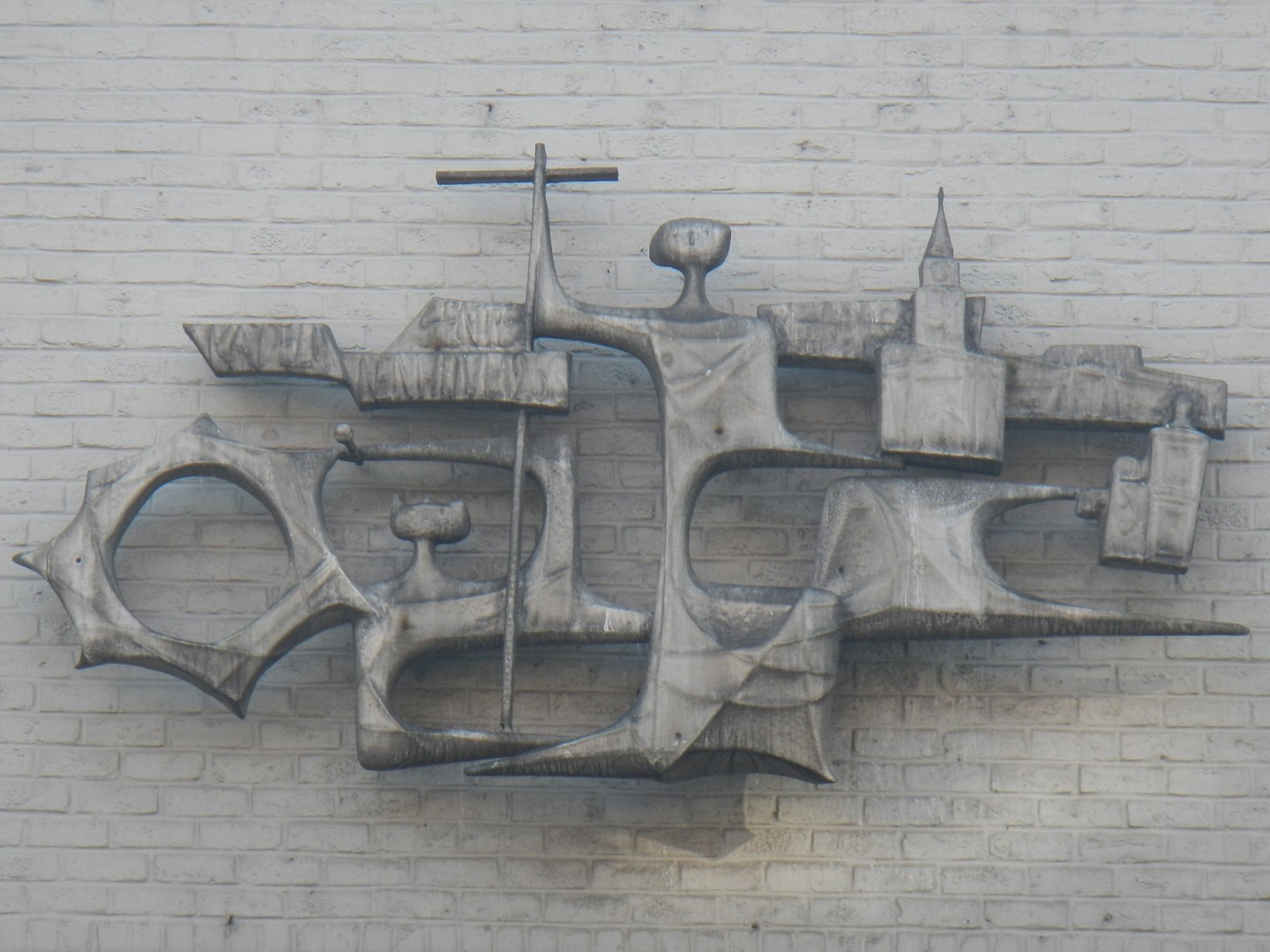
Het Begijnhofsculptuur door De Bruyn
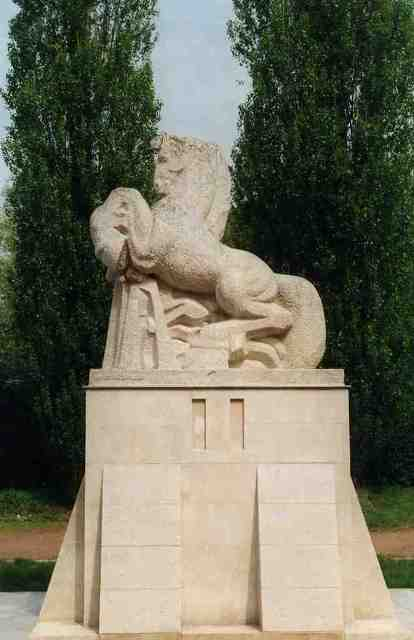
Sculptuur Ros Beiaard
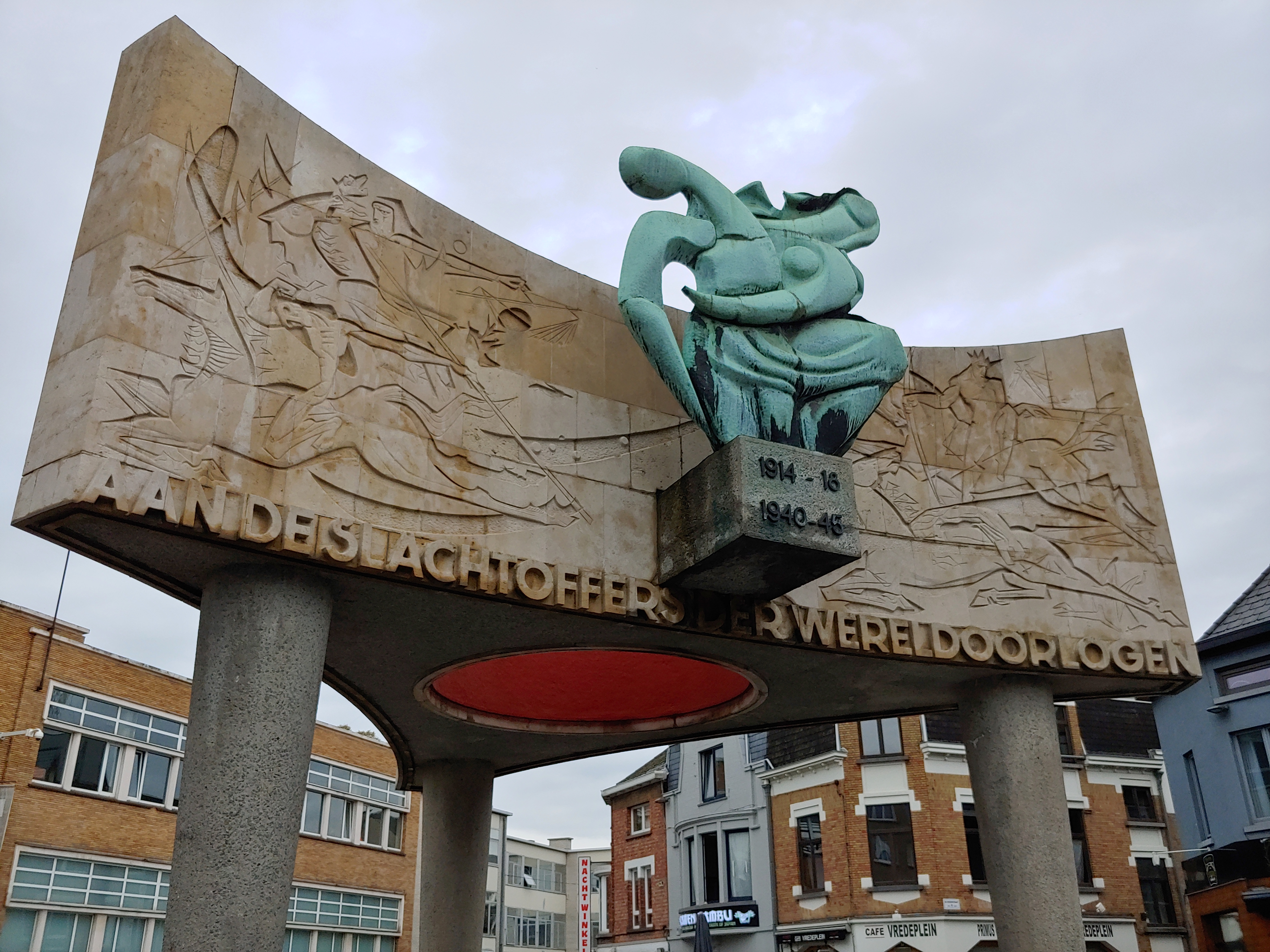
Oorlogsmonument Aalst - close up
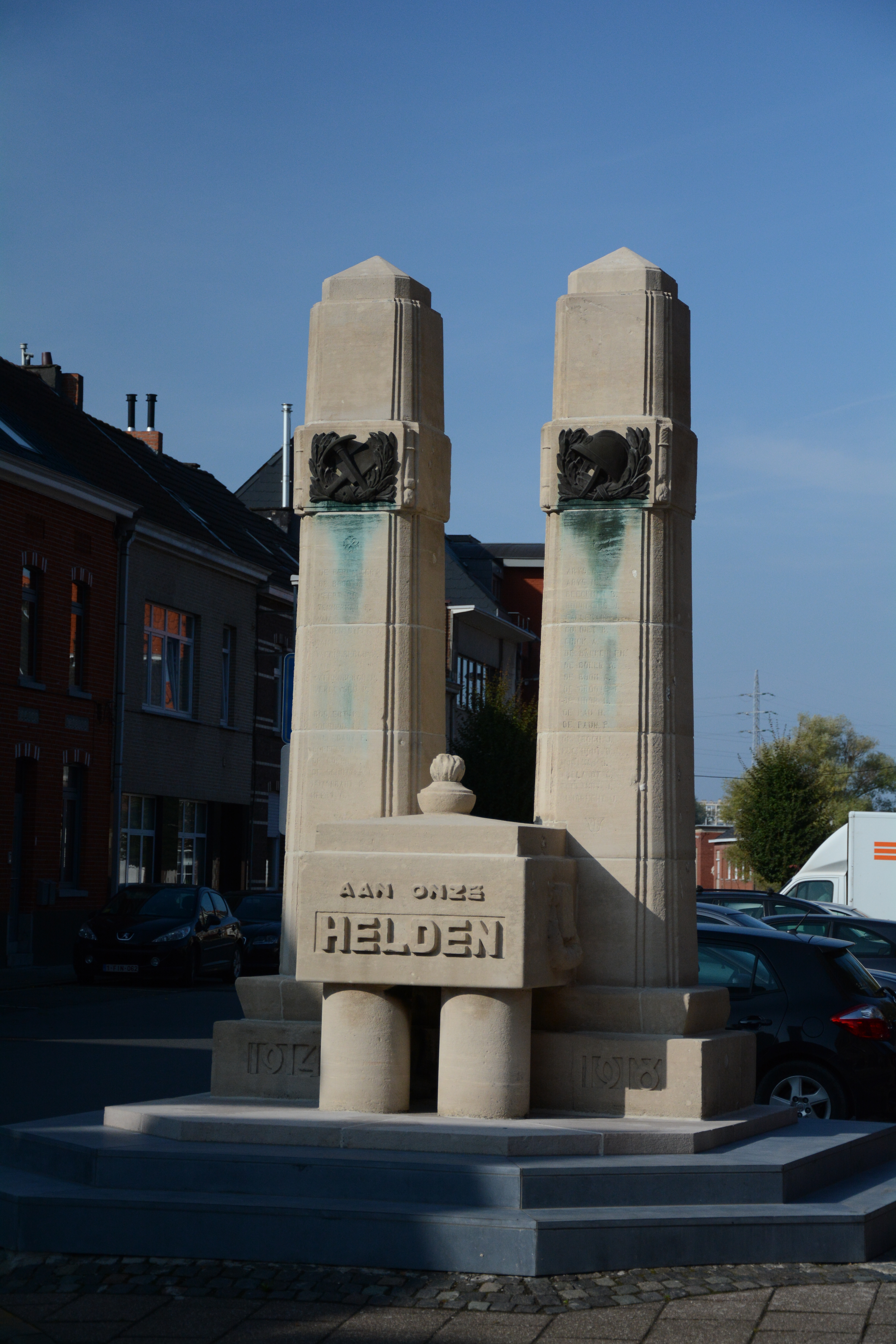
Oorlogsmonument in Erembodegem
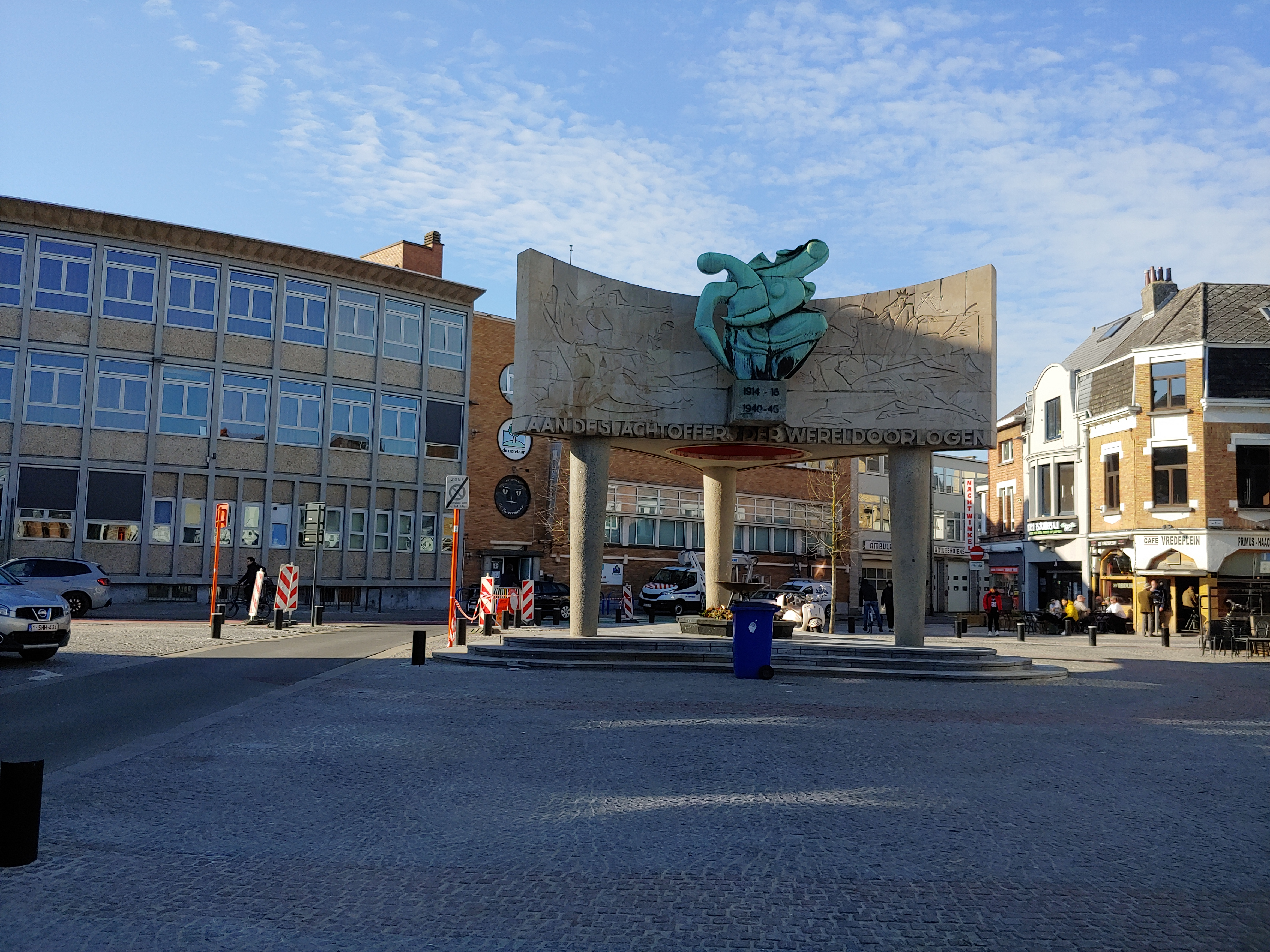
Het vredemonument te Aalst, ontworpen door Marc De Bruyn